# Desire (Bob Dylan)
Desire is het zeventiende studioalbum van Bob Dylan. Het werd op 5 januari 1976 uitgebracht; in Amerika door Columbia Records, in Europa door CBS Records. Het was het eerste album dat Dylan uitbracht na de scheiding in juli 1975 van zijn vrouw Sara, een voor hem ingrijpende gebeurtenis. Net als in zijn vorige albums hebben een aantal nummers weer zijn (stukgelopen) liefde voor Sara als onderwerp.

## Ontstaan
In juli 1975 had Dylan nog maar ėėn nummer voor zijn nieuwe album af, "One More Cup of Coffee (Valley Below)", dat hij schreef na een bezoek aan een zigeunerfeest in Saintes-Maries-de-la-Mer, een bedevaartplaats van o.a. Spaanse Roma. Een drietal personen zouden Dylan aan ideeën helpen voor zijn nieuwe album. Jacques Levy, een schrijver en theaterdireteur, ontmoette hij via Roger McGuinn en schreef op Dylans boerderij in East Hampton mee aan de teksten. Scarlet Rivera, een klassiek opgeleide violiste, die Dylan op straat ontmoet had zou een bepalende inbreng hebben in het geluid van de liedjes net als Emmylou Harris, die door producer Don DeVito gevraagd werd als achtergrondzangeres.

## De opnamen
De eerste sessie voor het album op 14 juli 1975 en de daar op volgende dagen met een grote groep muzikanten was chaotisch en de meeste opnamen verdwenen in de prullenbak. Het enige nummer met de grote groep, waaronder Eric Clapton, dat het album haalde was "Romance in Durango". De sessies werden voortgezet in de laatste dagen van juli met een kleine groep bestaande uit Rob Stoner op bas, Howard Wyeth op drums, Scarlet Rivera op viool, Sheena Seidenberg met percussie en Emmylou Harris als tweede zangeres. Voor "Joey" werden op 11 augustus overdubs gemaakt met Vincent Bell op gitaar en mandoline en Dominic Cortese op accordeon. "Hurricane" werd vanwege door Columbia'advocaten gevraagde tekstaanpassingen opnieuw opgenomen op 24 oktober met Ronee Blakley als tweede zangeres, Steven Soles op gitaar en Leon Luther Rix op conga's.

### Outtakes
- "Abandoned Love" werd in 1985 uitgebracht op Biograph (op cd 2).
- "Catfish" en "Golden Loom" werden in 1991 uitgebracht op The Bootleg Series Volumes 1–3 (Rare & Unreleased) 1961–1991
- "Rita May" werd uitgebracht als B-kant van de single "Stuck Inside of Mobile with the Memphis Blues Again"
- "Money Blues" is officieel nooit uitgebracht.

## De nummers
Hurricane, met Levy geschreven, was de eerste single en staat op plaats 39 van de lijst van 100 beste Dylannummers volgens Rolling Stone. Het is een protestlied dat gaat over de onterechte gevangenisstraf voor de zwarte bokser Rubin Carter, bijgenaamd Hurricane, voor een drievoudige moord uit 1966. Het nummer opent als een filmscenario  ('Pistol shots ring out in the barroom night') en eindigt meer dan acht minuten later met Carter in de gevangenis. De door Dylan gegenereerde aandacht resulteerde in een nieuw proces, waarbij Carter opnieuw schuldig werd bevonden. In 1985 werd dat vonnis verworpen en in 1988 volgde intrekking van alle aanklachten wegens moord.
Isis staat op plaats 34 van de Rolling-Stone-lijst. Het blad suggereert dat de tekst, die een liefdesaffaire verhaalt tegen de achtergrond van een grafroof uit een Egyptische piramide, in feite een allegorie zou zijn van Dylans huwelijk, inclusief het uit elkaar gaan en een kortstondige reünie. Volgens Shelton is het een verhaal dat de Egyptische mythologie van de goden Isis en Osiris behandelt.
"One More Cup of Coffee" staat op plaats 69 van Rolling Stone's lijst van 100 beste Dylan-nummers. Volgens het blad kwam de inspiratie voor het nummer toen Dylan in 1975 de schilder David Oppenheim in Zuid-Frankrijk bezocht en in de week dat hij er bleef ook met een groep zigeuners in aanraking kwam. Het lied betoont eer aan een vrouw die een rijke en machtige vader heeft. Naast de samensmelting van de stemmen van Dylan en Emmylou Harris noemt het blad vooral het vioolspel van Scarlet Rivera als de zigeunerachtige toets.
"Romance in Durango" heeft een gedeeltelijk Spaanse tekst staat op plaats 79 in Rolling Stone's lijst van 100 beste Dylannummers.
Een outtake van het album, 'Abandoned Love', werd door George Harrison opgenomen. Dylans versie verscheen in 1985 op de compilatie Biograph en staat op plaats 64 van Rolling Stone's lijst van 100 beste Dylannummers. Volgens het blad is het een van Dylans meest gekwelde opnames over een gebroken hart.

## Tracklist
1. "Hurricane" - 8:33
2. "Isis" - 6:58
3. "Mozambique" - 3:00
4. "One More Cup of Coffee (Valley Below)" - 3:43
5. "Oh, Sister" - 4:05
6. "Joey" - 11:05
7. "Romance in Durango" - 5:50
8. "Black Diamond Bay" - 7:30
9. "Sara" - 5:29